# Great Gonerby
Great Gonerby – wieś w Anglii, w hrabstwie Lincolnshire. Leży 37 km na południe od Lincoln i 161 km na północ od Londynu.